# Dick’s Sporting Goods Park
Der Dick’s Sporting Goods Park ist ein Fußballstadion in der US-amerikanischen Stadt Commerce City, Bundesstaat Colorado. Hier werden die Partien des Fußball-Franchise der Colorado Rapids aus der Major League Soccer (MLS) ausgetragen. Das Stadion hat 18.086 Sitzplätze und kann für Konzerte bis auf 26.000 Plätze erweitert werden. Insgesamt erstreckt sich das DSG Park Areal auf einer Fläche von 1,5 km². Die Namensrechte an der Sportstätte sicherte sich die Sportartikel-Einzelhandelskette Dick’s Sporting Goods während der Bauphase für die Dauer von zwanzig Jahren.

## Geschichte
Das erste Spiel fand am 4. April 2007 statt und wurde von Spielern der Colorado Rapids ausgetragen. Dieses Spiel war nur für Offizielle der Stadt und Saisonkarteninhaber. Das erste offizielle Spiel fand am 7. April 2007 gegen D.C. United statt. Neben der Rapids trug im Dick’s Sporting Goods Park der Denver Barbarians Rugby Football Club seine Heimspiele aus. In der Saison 2009/10 war der DSG Park auch Heimstätte für Denver Dream, welche in der Legends Football League spielten.
Auf dem Gelände befinden sich insgesamt 24 weitere Plätze, wovon zwei mit Kunstrasen ausgelegt sind. Alle Plätze sind beleuchtet. Außerdem bietet das Areal Einkaufsmöglichkeiten und eine neue Stadthalle wurde dort errichtet. Der Besitzer des Stadions ist die Stadt Commerce City und wird von Kroenke Sports Enterprises (KSE) betrieben. Die Kosten für den Bau des Dick’s Sporting Goods Parks beliefen sich auf 131 Millionen US-Dollar und wurden von der Stadt und KSE getragen.

## Lage
Das Stadion liegt in der Nähe des früheren Hauptflughafens von Denver, des Stapleton International Airport. Im Norden und Osten grenzt es an das Rocky Mountain Arsenal National Wildlife Refuge. Im Süden verläuft 56th Avenue und im Westen die Quebec Street.

## Veranstaltungen
- 2007 fand hier das MLS All-Star Game statt, in dem eine Auswahl der besten Spieler der Major League Soccer auf den schottischen Verein Celtic Glasgow (2:0) traf.
- Von 2008 bis 2010 fand im Stadion das Mile High Music Festival statt.[4]
- Das erste internationale Fußballspiel fand am 13. Juli 2008 zwischen den Frauenfußballnationalmannschaften der Vereinigten Staaten und Brasilien im Rahmen eines Freundschaftsspiels statt.
- 2009 wurde im Stadion das Finale des Churchill Cup ausgetragen.
- Im Mai 2009 war der Park Schauplatz der Championship Spiele der Men’s Collegiate Lacrosse Association (MCLA).

## Länderspiele
In den bisherigen 12 Spielen der US-amerikanischen Nationalmannschaften der Frauen und Männer im Dick’s Sporting Goods Park blieb man bisher ungeschlagen.
Männer
- 19. Nov. 2008:  Vereinigte Staaten –  Guatemala 2:0 (WM-Qualifikation 2010)
- 22. Mär. 2013:  Vereinigte Staaten –  Costa Rica 1:0 (WM-Qualifikation 2014)
- 08. Juni 2017:  Vereinigte Staaten –  Trinidad und Tobago 2:0 (WM-Qualifikation 2018)

Frauen
- 13. Juli 2008:  Vereinigte Staaten –  Brasilien 1:0 (Freundschaftsspiel)
- 19. Sep. 2012:  Vereinigte Staaten –  Australien 6:2 (Freundschaftsspiel)
- 06. Apr. 2014:  Vereinigte Staaten –  Volksrepublik China 2:0 (Freundschaftsspiel)
- 02. Juni 2016:  Vereinigte Staaten –  Japan 3:3 (Freundschaftsspiel)
- 15. Sep. 2017:  Vereinigte Staaten –  Neuseeland 3:1 (Freundschaftsspiel)
- 04. Apr. 2019:  Vereinigte Staaten –  Australien 5:3 (Freundschaftsspiel)
- 25. Juni 2022:  Vereinigte Staaten –  Kolumbien 3:0 (Freundschaftsspiel)
- 01. Juni 2024:  Vereinigte Staaten –  Südkorea 4:0 (Freundschaftsspiel)
- 26. Juni 2025:  Vereinigte Staaten –  Irland -:- (Freundschaftsspiel)